# Hachurateur

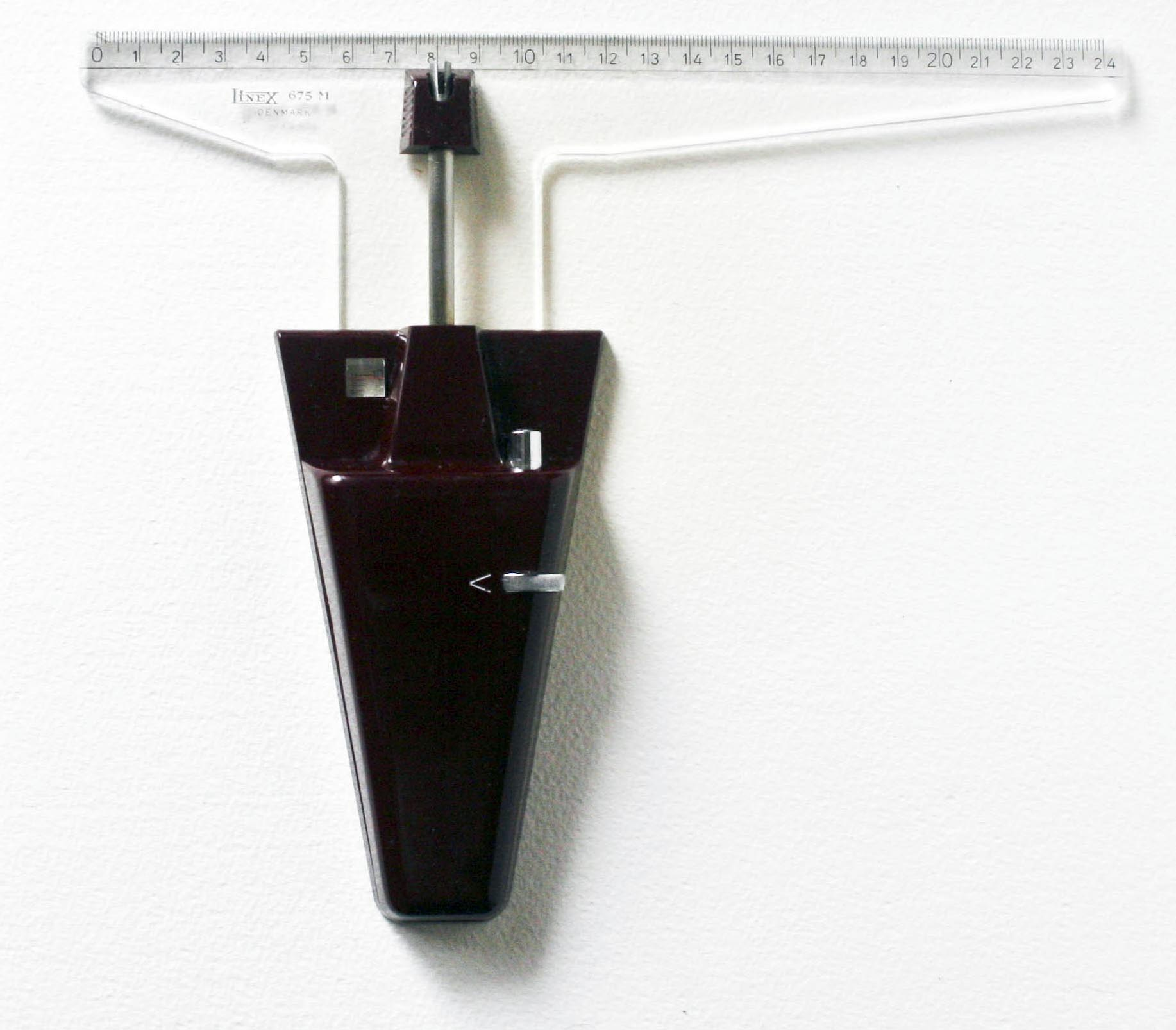
Hachurateur Linex

Un hachurateur est un outil de dessin destiné, comme son nom l'indique, à tracer des hachures, c'est-à-dire des lignes parallèles et équidistantes.

## Modèles de hachurateurs
Le hachurateur consiste en une règle, généralement graduée, qui peut se déplacer dans une seule direction, perpendiculairement. Pour cela, elle est équipée d'un ou deux rouleaux sur lesquels elle peut avancer ou reculer, sans dévier de son axe primitif. Des repères, ou dans les systèmes plus élaborés, un mécanisme permettent de reculer selon la valeur désirée.
Dans un autre système, la règle se déplace perpendiculairement à une tige métallique reposant fermement sur deux patins, un mécanisme actionne le déplacement d'une valeur fixe réglable.
Un autre hachurateur consiste en une règle graduée montée sur une tige métallique reliée à un boîtier. Une molette assure précisément le décalage de chaque ligne tracée, et un bouton actionne le déplacement. Ceci permet de tracer très rapidement, sans avoir recours à des mesures répétées ou à des repères préalables, des lignes parallèles.
Dans les deux derniers types de hachurateurs, la règle droite peut être remplacée par des pistolets de courbes variables.

## Utilisation
Le hachurateur, dont l'usage, comme pour la plupart des outils de dessin technique, a été rendu obsolète par le développement de l'informatique, était utilisé dans le dessin technique et artistique, l'héraldique, etc. Dans la technique du trait anglais, sorte d'imitation de la gravure sur carte à gratter, il permet d'obtenir des valeurs de gris régulières.